# Giovanni Battista Grillo
Giovanni Battista Grillo (... – Venezia, novembre 1622) è stato un organista e compositore italiano.

## Biografia
Probabilmente fu iniziato all'arte musicale da cantore nella Cappella Marciana, come allievo di Claudio Monteverdi o Giovanni Gabrieli; a partire dal 28 agosto 1612 venne nominato organista della Scuola Grande di San Rocco, proprio come sostituto di Gabrieli. Nel 1615 divenne anche organista della Chiesa della Madonna dell'Orto, mentre dal 30 dicembre 1619 ottenne il prestigioso incarico di primo organista della Basilica di San Marco. Morì nel novembre del 1622 a Venezia.

## Opere
Sacri concentus ac symphoniae (Venezia, 1618), unica opera di sole sue composizioni. Altre sue opere si trovano nelle raccolte: Il primo libro delle canzonette a 3 voci (Venezia, 1600); Il secondo libro delle canzonette a 3 voci (Venezia, 1600); Canzoni per sonare con ogni sorte di stromenti a 4, 5 e 8… libro I (Venezia, 1608); Musica vaga et artificiosa (Venezia, 1615); Symbolae diversorum musicorum, a 2, 3, 4 e 5 voci…, (Venezia, 1620); Seconda raccolta de sacri canti a 1, 2, 3 e 4 voci, de diversi eccellentissimi autori (Venezia, 1624); Venezianische Canzonen (Magonza, 1958); Alessandro Raverij's collection of canzoni per sonare,Venice, 1608 (Hays, 1965); Sonatas and canzonas from the Sacri concentus ac symphoniae,Venice 1618 (New York-London, 1989).